# ゴールドィイ (大型ミサイル艦)
ゴールドィイ(ロシア語:Гордыйゴールドィイ)は、ソ連で建造された大型ミサイル艦(Большой ракетный корабль)である。艦名は、ロシア語で「誇り高い」あるいは「高慢な」という意味の形容詞である。

## 概要
ゴールドィイは、57-bis型大型ミサイル艦の5番艦として建造された。工場番号は90号艦で、1957年12月17日付けで海軍に登録された。1959年5月にはコムソモリスク・ナ・アムーレの第199工場(レーニンスキイ・コムソモール記念工場)で起工、1960年5月24日に進水、1961年2月6日には竣工し、同年11月15日付けで太平洋艦隊に編入された。
1968年3月28日から31日の間にはインドのマドラス(現チェンナイ)を訪問、続いて4月3日から6日の間にはボンベイ(現ムンバイ)を訪問した。
1973年から1975年にかけて、ウラジオストクの「ダリザヴォート」にて57-A号計画による改修工事を受けた。この結果、1975年6月20日付けで種別を大型対潜艦(Большой противолодочный корабль)に変更された。
資金資産局への引渡しと解体・売却のため1987年7月30日付けで海軍を退役し、同年8月9日付けで除籍された。その後、ミサイル試験の標的としてカムチャツカ半島沿岸のベーリング海へ沈められた。